# Österreichische Gartenbau-Gesellschaft

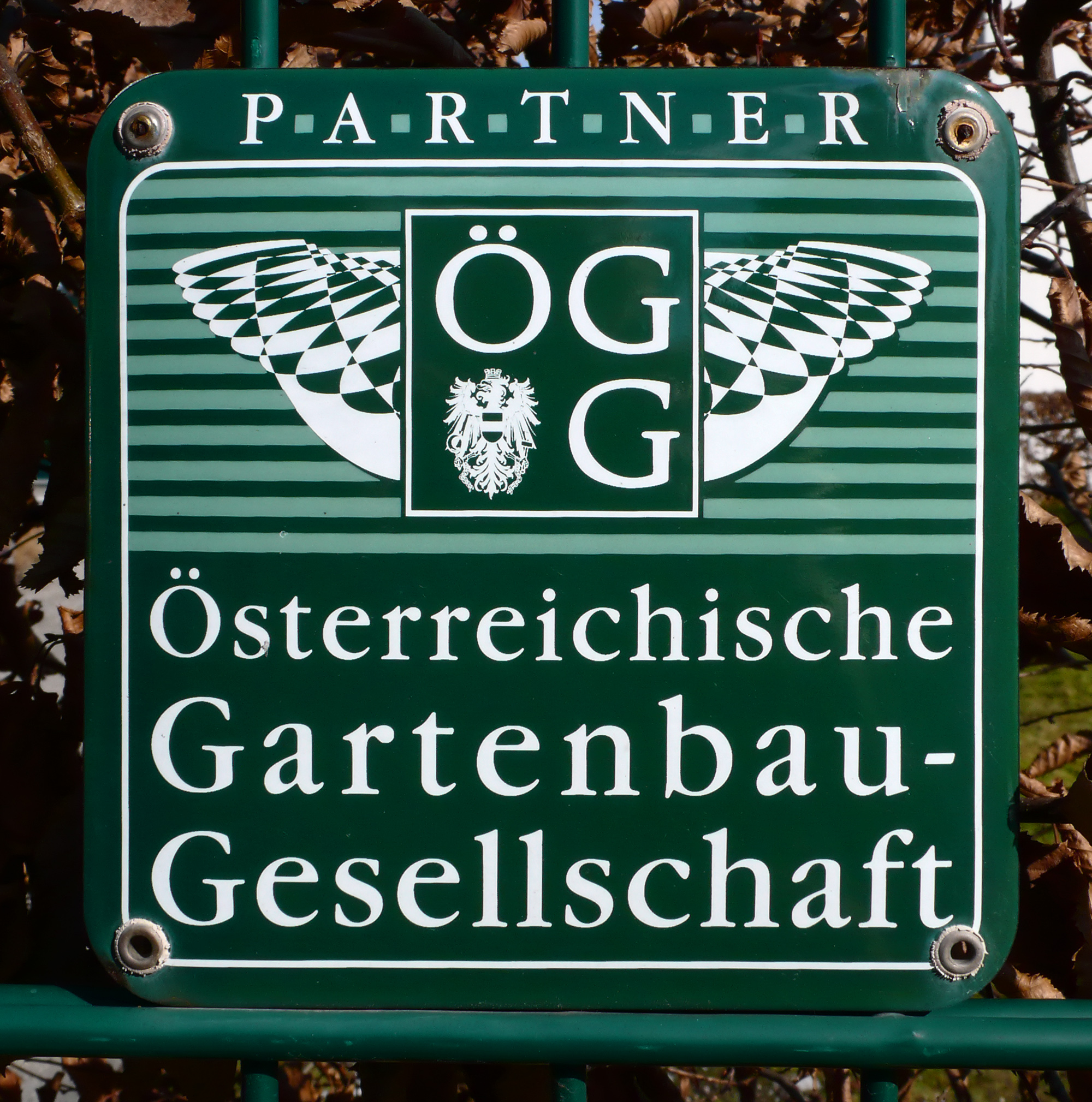
Plakette der ÖGG

Die Österreichische Gartenbau-Gesellschaft (ÖGG) ist ein Verein für Garten- und Pflanzenfreunde. Initiiert wurde sie 1827 in Wien von Carl Freiherrn von Hügel, einem weltreisenden Diplomaten und Naturforscher. Am 11. Jänner 1837 konstituierte sich die Gesellschaft, am 30. September des Jahres erhielt sie auf Basis neuer Statuten die Berechtigung, den Titel einer kaiserlich königlichen Gesellschaft zu führen.
Ihren Sitz hatte sie ursprünglich im Wiener Gartenbaugebäude (früher Blumensäle), 2005 wurde sie in die nach dem deutsch-österreichischen Gartengestalter Rudolph Siebeck benannte Siebeckstraße im 22. Bezirk Donaustadt verlegt. Das Gartenbaukino befindet sich noch immer im Besitz der ÖGG.
Die ÖGG ist eine Interessensgemeinschaft für alle Garten- und Pflanzenfreunde und verbindet deren Organisationen. Ihr derzeitiger Präsident ist Herbert Eipeldauer III. Aufgegliedert ist sie in fünf Sektionen und acht Fachgruppen. Die ÖGG und der Österreichische Agrarverlag sind Herausgeber des Magazins GARTEN+HAUS.

## Geschichte
Die k.k. Gartenbau-Gesellschaft wurde 1837 formalrechtlich gegründet. Grundlage war die im Glashaus des Schwarzenberg’schen Gartens ab 1827 jährlich abgehaltene „Pflanzen-Ausstellung in Wien“, initiiert und unter anderem beschickt von Carl Freiherrn von Hügel (1796–1870).
Mitglieder (bzw. Gründer, Gönner, Förderer) waren in den ersten Dekaden vor allem adelige Gartenbesitzer, auch das gartenbegeisterte Kaiserhaus spielte eine wichtige Rolle. Bis 1858 nutzte die Gesellschaft gemeinsam mit der k.k. Landwirtschafts-Gesellschaft einen Teil des (im Oktober 1837 überlassenen) Gartens sowie die Glashäuser am ehemaligen Harrach’schen Gartenpalais in der Ungargasse im heutigen 3. Wiener Gemeindebezirk. Von 1859 bis 1864 befand sich das Vereinslokal im von Fischer von Erlach errichteten Belvedere im Garten des Palais Liechtenstein in der Rossau. Dank einer Grundstücksschenkung des Kaiserhauses konnte von 1863 bis 1864 am Parkring durch den Architekten August Weber ein neues Gesellschaftsgebäude errichtet werden. In den Blumensälen wurden nicht nur zweimal jährlich Pflanzenausstellungen gezeigt, sondern sie waren auch beliebter Veranstaltungsort für unterschiedlichste Ereignisse, wie z. B. 1867 den Bauernball der Wiener Künstlervereinigung Hesperus und die erste Kunstausstellung der Wiener Secession. Seit 1919 hatte sich in den Räumlichkeiten der Gartenbau-Gesellschaft das Gartenbaukino befunden. Den Gesellschaftsgarten, der ebenfalls für Ausstellungen genutzt wurde, hatte Lothar Abel angelegt.
Von 1959 bis 1962 erfolgten der Abriss des alten Gartenbaugebäudes und der Neubau des Gartenbauhochhauses. Im Neubau wurde ein Großraumkino errichtet, das sich bis heute im Eigentum der ÖGG befindet. 2005 übersiedelte die ÖGG in die ehemalige Gartenbauschule in Wien-Kagran.
Von der ÖGG gingen wichtige Impulse im Bereich der Ausbildung, des Berufsstandes und der Fortbildung von Laien aus. So wurde 1868 die erste niedere Gartenbauschule eröffnet, die bis 1951 existierte. 1895 erfolgte die Gründung der höheren Gartenbauschule in Eisgrub (Lednice). Ab 1912 gab es für Gärtnerlehrlinge mehrere fachliche Fortbildungsschulen, die von der Gartenbau-Gesellschaft betrieben wurden. Seit 1868 gibt die Gartenbau-Gesellschaft eine Gartenzeitschrift heraus, seit 2002 gemeinsam mit dem Österreichischen Agrarverlag unter dem Namen Garten + Haus. Auch die Fortbildung von Laien stand immer im Mittelpunkt der Arbeit. Heute können Mitglieder und Nichtmitglieder in zahlreichen Kursen, Workshops und Vorträgen zu diversen Gartenthemen ihr Wissen erweitern.

## Aufgaben und Ziele
Die ÖGG ist eine überparteiliche, unabhängige, überkonfessionelle und gemeinnützige Organisation. Sie fördert seit 1837 kontinuierlich und nachhaltig die Gartenkultur in Österreich und vermittelt Fachkompetenz und Fachwissen im Bereich Garten, Pflanze und Natur an ihre Mitglieder und alle daran Interessierten.
Um diese Ziele zu verfolgen, bietet die ÖGG:
- eine umfangreiche und in Österreich einzigartige Fachbibliothek
- Fach- und Landesgruppenaktivitäten
- Fachtagungen, Workshops, Vorträge, Exkursionen, Ausstellungen, Fachberatung, Gartenreisen
- Wissenschaftliche Studien, Publikationen und Vernetzung
- Jährliche Schwerpunktthemen
- Mitgliedskarte (GrünCard) mit Vergünstigungen bei Eintritten und Einkäufen
- Herausgabe des einzigen österreichischen Gartenfachmagazins GARTEN+HAUS gemeinsam mit dem Österreichischen Agrarverlag
- Gärtnerische Fachberatung